# Orontony
Orontony (1695–1750) – syn Hurona i kobiety z plemienia Kickapoo, wódz Wyandotów. W 1747 roku lider jednej z pierwszych antyfrancuskich koalicji plemion z Kraju Ohio, poprzednik takich przywódców indiańskich powstań w regionie, jak Pontiac i Tecumseh.